# هاردراک (آریزونا)
هاردراک (به انگلیسی: Hard Rocks) یک منطقهٔ مسکونی در ایالات متحده آمریکا است که در شهرستان ناواهو، آریزونا واقع شده‌است. هاردراک ۱٬۸۱۱ متر بالاتر از سطح دریا واقع شده‌است.